# Hippotraginae
Hippotraginae foi considerada uma subfamília da família Bovidae, composta por antílopes dos gêneros Addax, Hippotragus e Oryx. Foi descrita por Carl Jakob Sundevall em 1845. 
Atualmente, porém, com novos estudos filogenéticos não é mais uma subfamília válida e tornou-se a tribo Hippotragini, dentro da subfamília Antilopinae.